# Harley-Davidson Knucklehead
Il Knucklehead era un motore prodotto dalla Harley-Davidson dal 1936 al 1947, allorquando venne sostituito dal più moderno propulsore Panhead; il nome del motore deriva dalla particolare forma dei coperchi delle valvole (knuckle = nocca delle dita). 
Il propulsore venne introdotto prima della seconda guerra mondiale, in un periodo in cui il florido mercato americano della motociclietta era ormai pressoché suddiviso tra Harley-Davidson e Indian: la nascita del Knuckle è legata alla necessità di allargare la gamma HD di quegli anni con un motore bicilindrico di grossa cilindrata, buone prestazioni ed affidabilità, che si affiancasse alla gamma di motori a valvole laterali, e quindi con una concezione ormai superata e minore potenza, denominati Flathead.

## La tecnica
Il Knuckle era un propulsore bicilindrico a V stretta di 45° raffreddato ad aria, con sistema di distribuzione ad aste e bilancieri, una cilindrata di 1.000 cm³ e due valvole in testa per cilindro: in pratica è il propulsore che inaugura la serie dei grandi bicilindrici HD ('big twin'), i quali manterranno lo stesso schema e le stesse caratteristiche (fatta salva la cubatura) almeno sino all'Evolution (quindi per ben 60 anni!). 
A partire dal 1948 il Knuckle venne sostituito dal più moderno propulsore Panhead, avente peraltro inizialmente lo stesso basamento e la stessa cilindrata del predecessore, ma dotato di maggior potenza e coppia.